# Clawson Roop
James Clawson Roop, född 3 oktober 1888 i Upland, Pennsylvania, död 23 januari 1972 i Fairfield, Connecticut, var en amerikansk militär och ämbetsman. 
Roop studerade vid University of Pennsylvania. 1929 utsågs han till federal budgetdirektör av USA:s president Herbert Hoover och tjänstgjorde till utgången av Hoovers ämbetstid som president den 3 mars 1933. Under andra världskriget var han brigadgeneral i USA:s armé.